# Dobrova-Polhov Gradec
Dobrova-Polhov Gradec é um município da Eslovênia. A sede do município fica na localidade de Dobrova.